# Ricetrasmettitore
Un ricetrasmettitore (in inglese transceiver, unione delle parole inglesi transmitter e receiver), nelle telecomunicazioni, è un dispositivo costituito da un trasmettitore e un ricevitore che condividono alloggiamento e circuiti. Quando trasmettitore e ricevitore non hanno parti in comune del circuito elettrico è conosciuto come trasmettitore-ricevitore. Il termine ebbe origine negli anni venti. Il termine include anche dispositivi come trasponder, transverter e ripetitori. Se i segnali trasmessi e ricevuti sono radioelettrici, viene chiamato radioricetrasmettitore.

## Telecomunicazioni
Nei sistemi di telecomunicazioni è frequente l'uso di ricetrasmettitori in quanto la comunicazione o trasmissione è spesso tipo bidirezionale tra due o più utenti sul canale di comunicazione. Per disaccoppiare il lato trasmittente dal lato ricevente nelle due fasi rispettivamente di trasmissione e ricezione si usa comunemente un duplexer. Se il canale accetta segnali in un dominio fisico diverso da quello del trasmettitore/ricevitore sono necessari anche dei trasduttori. Le modalità logiche di comunicazione possono essere half-duplex e full-duplex.

## Informatica
Nelle reti informatiche, il ricetrasmettitore viene tipicamente utilizzato per collegare un bus a un dispositivo che può trasmettere i dati nelle due direzioni (tipicamente un dispositivo che legge e scrive su un registro) come può essere un microprocessore o una memoria. Il vantaggio dell'interposizione del transceiver sta nel fatto che i segnali elettrici, pur mantenendo sempre due livelli logici (0 e 1) sono amplificati con una corrente maggiore. Il ricetrasmettitore è costituito da due driver unidirezionali girati in direzioni opposte ed attivati alternativamente. Se si attiva il primo, i segnali sul lato A vengono riportati sul lato B amplificati in corrente. Se si attiva il secondo, i segnali sul lato B vengono riportati sul lato A sempre amplificati in corrente. Se infine non si attiva nessuno dei due, il dispositivo non influisce sul circuito esterno.
Un classico IC ricetrasmettitore a 8 bit, è il 74xx245. Esso dispone di 8 ricetrasmettitore bidirezionali più due ingressi di controllo comuni: DT/R per decidere la direzione in cui deve operare; OE, per abilitare il dispositivo oppure no.
Un esempio è il GBIC: un dispositivo che trasforma il segnale ottico della fibra ottica, in segnale elettrico per una rete ethernet.